# 宇崎學妹想要玩！
《宇崎學妹想要玩！》（日语：宇崎ちゃんは遊びたい！）是由丈創作的戀愛喜劇日本漫畫，故事情節以單元劇為主，描述大學生櫻井真一和他的學妹宇崎花的日常生活。作品原本在Twitter上連載，後來改在Niconico靜畫上發布，並由KADOKAWA發行單行本。2019年，該作品與日本赤十字社（日本紅十字會）血液中心合作推出鼓勵捐血的廣告。2020年2月，官方宣布該作品將改編為電視動畫，動畫由ENGI製作，第1期自同年7月播出。播放結束釋出第2期製作的消息，於2022年10月播出。截止2023年3月，单行本累计销量已突破250万册。

## 登場人物

### 主要角色
樱井真一（聲：赤羽根健治）
本作男主角，花的丈夫，故事開始時是大學三年級生。花的高中和大學學長，20→21歲，生日為11月29日，個性有點冷淡但其實是個溫柔的人，十分喜欢猫，興趣是看電影和唱卡拉OK，睡覺會無意識抱住東西（多次抱著經常陪伴在身邊的花睡覺，有次還在學校被同學們看到，且拍下與花抱在一起睡覺的照片。），懼怕靈異的東西，由於眼神看起來有些兇惡（四白眼），導致外人對他的第一印象都不是很好，且覺得他就是流氓，但只要實際相處後就會發現他的優點，在打工的咖啡店很受常客的歡迎，在同學間也有不少人氣。由於父親的指導，雖不情願仍學會了柔道基本技巧。初期料理手藝不甚理想，但經過花的母親指導學習烏龍麵作法，開始享受烹飪的樂趣。
中學時期曾經打過一年棒球，但不擅大部分的球類運動。高中时曾是游泳社社员，因而认识了当时还老实的花，覺得如今吵鬧的花很煩。虽然算是个遊戲狂，但是经常被花击败。許多熟人都會直呼名字，但唯獨花的名字因害羞叫不出口，導致花也因此時常鬧彆扭，但無意間說出原因是因為花在自己心中是特別的後，花就釋然並非常高興。
一開始純粹將花當視作自己的後輩看待，但隨著時間的相處，在內心深處已將花視為特別的存在，只是本人很長一段時間都沒有自覺。意外說出口後，開始煩惱自己究竟是如何看待花，而在聖誕節時，他意外得知花喜歡自己後，經歷一番思考與煩惱，在新年時認清了自己其實也喜歡花的事實。有了自知之明後，開始將花視為異性看待，但一直找不到告白的時機，直到漫畫第72話因情不自禁而對花告白，後兩人正式成為情侶。然而因為長久以來，他完全沒有與女性親密相處的經驗，導致兩人的互動一開始除了牽手外沒有更進一步的行為，甚至要是與花過於親密的話，他就會因承受不了花的可愛而虛脫。漫畫第106話向花表明自己因為珍視她，所以才沒有輕易動手，向花詢問結婚意願後，雙方正式發生性關係，但由於精力和性慾過度旺盛，反讓花完事後接近一整天僅能待在床上休息，接著為了獲得花的家人認可，登門拜訪提出結婚事宜。
宇崎花（聲：大空直美）
本作女主角，真一的妻子，故事開始時是大學二年級生。真一的高中和大学学妹，19→20歲，生日為8月7日，是个喧鬧又可爱的少女，因为身高问题常被誤认成中学生，擁有傲人巨乳，胸圍96cm（J罩杯），長相和身材遺傳自母親月，喜歡薄荷巧克力口味的冰淇淋。
高中时因为挚友暗恋游泳社的社长而与挚友一起加入游泳部成为经理人，并认识了真一。其實本性內向怕生，在面对真一以外的人时会变得很沉著，只有真一在場时才有差异。很喜歡真一，但毫無自覺，反而覺得應該是真一喜歡自己才對。對外人聲稱自己只是因為真一形單影隻才陪伴在他身邊而已，也因為認為真一沒有人緣而毫無危機感。很在意真一都不叫自己的名字，也因而時常鬧彆扭。不過在知道是因為自己在真一心中很特別而導致真一不好意思叫自己名字後就釋懷了，且想到就會偷笑。學業和運動不算理想，但擅長玩遊戲，也因此時常擊敗算是遊戲狂的真一。
其他女生靠真一太近的話會吃醋，也曾因為真一一直盯著兔女郎裝扮的亞實看而吃醋，但本人卻沒有意識到自己常常為了真一而吃醋。後來正式與真一相戀，於漫畫第106話真一求婚後與他發生性關係，但由於真一精力和性慾過度旺盛，反讓自己完事後接近一整天僅能待在床上休息，接著為了讓家人認可這段戀情陪同真一會談，在真一獲得認可後，準備嫁給他。

### 朋友
亞細亞實（聲：竹達彩奈）
樱井打工的咖啡店店长的女儿，是樱井同校的大四生。21→22歲，生日為1月16日，身材姣好。爱好是观察他人。十分看好宇崎和樱井的恋情，试图撮合两人。但同時也享受著兩人互動時的趣事，不積極介入，而是選擇在一旁守望。重度肌肉控，喜欢观察榊和樱井的肌肉。
榊逸仁（聲：高木朋彌）
樱井同一个大学的旧友，就读大三。家里十分富有，長相帥氣，很受女孩子歡迎。21歲，生日為6月3日。和亞實同样试图撮合宇崎和樱井的恋情，但并不成功。與亞實不同，認為如果不積極幫忙，以樱井不喜社交的性格可能很難會有所成果。作者在卷末语也承认是为了让男主角避免显得没有朋友的存在。擅長運動，單行本第五卷透露雖然不常出席，但也表明會將畢業學分修滿，較空閒的時間會獨自旅行，喜歡露營等活動。
亞細亞紀彥（聲：秋元羊介）
樱井打工的咖啡店店长，亚实的父親。和女兒一樣，爱好是观察他人，似乎也是爲了滿足自己的愛好而選擇經營咖啡店的。外表看似嚴肅，認為櫻井和宇崎之間的互動很有趣，也會和女兒一樣有意無意間把事情往有趣的方向推進。
伊藤醬（聲：大西沙織）
花的大學朋友，超自然研究會的成員。喜歡算命，在學園祭上對櫻井真一和宇崎花兩人進行相合性算命，結果相當好。這一舉動引發了櫻井真一和宇崎花之間關係的變化。

### 宇崎家
宇崎月（聲：早見沙織）
花的母亲，巨乳，身高和自己女兒差不多，平常总是眯眯眼，睜眼時有一雙非常漂亮的藍紫色眼睛。43→44歲，生日為11月2日。家務能力很好，擅長料理，平常喜歡看愛情肥皂劇。相當關愛家人，與丈夫藤生感情甚好。对女儿和樱井的关系有着与日俱增的误会。常去亞細家的咖啡店。
宇崎桐（聲：三瓶由布子）
花的弟弟，17歲，會關西腔，高中二年級生。外貌感覺類似男孩子的花，家中的老二。身高162公分，雖然相當矮但依舊是三個孩子裡最高的。看似事不關己，其實很關照姊妹們，經常因為發言招致家人的教訓，也時常吐槽父親藤生想要第四胎的想法。隨劇情進展開始留意櫻井和花的互動，漫畫109話藤生提出必須讓宇崎家全員認可才允許櫻井和花結婚後，是最先表明認同兩者關係的成員。
宇崎柳（聲：加藤聖奈）
花的妹妹，14歲，說話關西腔，國中二年級生。與姊姊、哥哥的髮型相近，但留有遮住眼睛的劉海，家中的老三，有遺傳自母親月的巨乳，對姊姊的神秘「男友」非常好奇。曾經反映父親藤生容易對姊姊過分管束的意見。
宇崎藤生（聲：石川英郎）
花的父親，46歲，同時為櫻井真一的健身教練。暱稱『藤先生』，身高170公分，與妻子月感情甚好，很溺愛自己的孩子，說話關西腔，對工作一腔熱誠，經常有想要第四胎的想法。漫畫107話-108話因為花沒有返家，受妻子月委託抵達櫻井居住的公寓找人，雖然生氣但還是強壓下來，確認女兒平安便讓櫻井次回見面時詳談，向月透露這一天遲早會到來。在櫻井登門拜訪表明想和花結婚的想法時，向櫻井提出「要和花結婚，必須獲得宇崎家全員認同」的條件。

### 櫻井家
櫻井春子（聲：伊藤美紀）
真一的母親，49歲。因為家族的緣故，透過招婿和志郎結婚。平常看似淡定，其實對柔術有一定的了解，同時是櫻井家柔道實力最高段者，很容易就把志郎和真一摔倒在地。志郎說：“即使生了孩子，她也比我強。”對於兒子真一上大學後很長一段時間沒有回家感到寂寞。
櫻井志郎（聲：杉田智和）
真一的父親，46歲。頭髮顏色和眼睛與兒子非常相似，會柔術並經營一家道場。輕浮不正經的言行很多，一絲父親的尊嚴都沒有。實際上是入贅和春子結婚，婚後改從妻姓「櫻井」。為了跟老婆親熱而把兒子趕出去，且捏造各種謊言造成兒子兩年沒回家也不知道多了個妹妹，妻子也不知道兒子一直被丈夫欺騙。與宇崎藤生相反，他不干涉孩子。曾經透露真一遺傳到自己的強烈性慾。
櫻井和佳（聲：長尾玲奈）
真一小21歲的妹妹，8個月大。櫻井家的長女，可是重要的長子真一直到回老家才知道她的存在。第一次見到哥哥真一時，並沒有特別害怕，還很有興趣地看著他。

### 其他角色
驚嚇貓
經常在故事中以各種形式（主要是背景）神出鬼沒客串的神祕貓咪，總是帶著震驚的表情。證實為作者本人的化身。

## 出版書籍
| 卷數 | 富士見書房    | 富士見書房                                              | 東立出版社     | 東立出版社             |
| 卷數 | 發售日期      | ISBN                                                    | 發售日期       | ISBN                   |
| ---- | ------------- | ------------------------------------------------------- | -------------- | ---------------------- |
| 1    | 2018年7月9日  | ISBN 978-4-04-072779-0                                  | 2019年4月1日   | ISBN 978-957-26-2525-5 |
| 2    | 2019年2月8日  | ISBN 978-4-04-073095-0                                  | 2020年5月8日   | ISBN 978-957-26-2526-2 |
| 3    | 2019年7月9日  | ISBN 978-4-04-073260-2                                  | 2020年8月31日  | ISBN 978-957-26-5497-2 |
| 4    | 2020年2月7日  | ISBN 978-4-04-073499-6                                  | 2020年12月11日 | ISBN 978-957-26-5498-9 |
| 5    | 2020年7月9日  | ISBN 978-4-04-073712-6 ISBN 978-4-04-073713-3（特装版） | 2021年2月4日   | ISBN 978-957-26-6107-9 |
| 6    | 2021年3月9日  | ISBN 978-4-04-074013-3                                  | 2022年7月4日   | ISBN 978-957-26-6788-0 |
| 7    | 2021年8月6日  | ISBN 978-4-04-074205-2                                  | 2023年6月16日  | ISBN 978-957-26-7806-0 |
| 8    | 2022年3月9日  | ISBN 978-4-04-074458-2                                  | 2024年5月16日  | ISBN 978-957-26-9116-8 |
| 9    | 2022年9月9日  | ISBN 978-4-04-074675-3                                  |                |                        |
| 10   | 2023年3月9日  | ISBN 978-4-04-074907-5                                  |                |                        |
| 11   | 2023年12月8日 | ISBN 978-4-04-075236-5                                  |                |                        |
| 12   | 2024年7月9日  | ISBN 978-4-04-075512-0                                  |                |                        |
| 13   | 2025年3月7日  | ISBN 978-4-04-075831-2                                  |                |                        |

## 電視動畫
第1期於2020年7月開始放送，播放結束同時釋出第2期製作的消息。第2期《宇崎學妹想要玩！ω》於2022年10月開始放送。

### 製作人員
- 原作：丈
- 導演：三浦和也
- 系列構成：青島崇
- 人物設計、總作画監督：栗原學
- 美術設定、美術監督：渡邊聰
- 色彩設計：相原彩子
- 攝影監督：松向壽
- 編集：小口理菜
- 音響監督：蝦名恭範
- 音響効果：川田清貴
- 音樂：五十嵐聰
- 音樂製作：INCS toenter
- 製作人：新井孝介、徳村憲一、梅田和沙、熊川真實、礒谷徳知、有水宗治郎、長谷川嘉範
- 動畫製作人：吉岡宏起、安藤圭一
- 動畫製作：ENGI
- 製作：宇崎學妹製作委員會[1]（第1期）、宇崎學妹2製作委員會（第2期）

### 主題曲
第1期
片頭曲「花顏巧語Negotiation」
作詞、作曲：田代智一，編曲：伊藤翼，主唱：鹿乃 & 宇崎花（大空直美）
片尾曲
作詞、作曲、編曲：YUC'e，主唱：YuNi
第2期
片頭曲
作詞、作曲：田代智一，編曲：田中秀和，主唱：鹿乃 & 宇崎花（大空直美）
片尾曲
作詞、作曲、編曲：Chinozo，主唱：MKLNtic

### 各話列表
| 話數   | 日文標題 | 中文標題                 | 劇本     | 分鏡       | 演出              | 作畫監督                                                                                                | 總作畫監督               | 改編原作漫畫                   |
| 第一期 | 第一期   | 第一期                   | 第一期   | 第一期     | 第一期            | 第一期                                                                                                  | 第一期                   | 第一期                         |
| ------ | -------- | ------------------------ | -------- | ---------- | ----------------- | --- | ------------------------ | ------------------------------ |
| 01     |          | 宇崎學妹想要玩！         | 青島崇   | 三浦和也   | 福元信一          | 增井良紀、能海知佳                                                                                      | 栗原學                   | 第1－3話                       |
| 02     |          | 老闆想要窺視！           | 杉原研二 | 增田敏彥   | 福井俊介 山本辰   | 龜山千夏、槙麻里奈                                                                                      | 栗原學                   | 第4－6話                       |
| 03     |          | 亞細父女想要守望！       | 山田靖智 | 上原秀明   | 福元信一          | Hwang Seong-won、Kang Hyeon-guk                                                                         | 栗原學                   | 第7－10話                      |
| 04     |          | 長假想一起玩！           | 鴻野貴光 | 青木       | 長尾聰告          | 龜田朋幸、加野晃                                                                                        | 栗原學                   | 第11－13話                     |
| 05     |          | 想管好朋友閒事！         | 杉原研二 | 佐倉伊心弌 | 福元信一          | 能海知佳、石堂伸晴、手島勇人 高橋渚、南原孝衣子                                                         | 栗原學                   | 第14－17話                     |
| 06     |          | 夏天！大海！想試膽大會！ | 山田靖智 | 上原秀明   | 山本辰            | Jeong Yong-un、Moon Hee                                                                                 | 栗原學                   | 第18－20話                     |
| 07     |          | 想在貓咖和居酒屋玩！     | 鴻野貴光 | 打出雄一   | 木村佳嗣          | 二房、高瀬ゆり子、中島美子 飯飼一幸、花輪美幸、森 柄谷綾子                                              | 栗原學                   | 第21－22話 第二卷特別篇        |
| 08     |          | 想兩個人看煙花！         | 青島崇   | 增田敏彥   | 福元信一 金澤由季 | 槙麻里奈、龜山千夏、增井良紀 宇井川真明                                                                 | 栗原學                   | 第23話、第35話                 |
| 09     |          | 宇崎月想要心動？         | 山田靖智 | 三浦和也   | 長尾聰告          | 志賀道憲、龜田朋幸、加野晃                                                                              | 栗原學                   | 第24－26話                     |
| 10     |          | 想在鳥取玩！             | 鴻野貴光 | 三浦和也   | 伊藤史夫          | 慎麻里奈、能海知佳、宇井川真明                                                                          | 栗原學                   | 動畫原創                       |
| 11     |          | 櫻井也想玩？             | 杉原研二 | 上原秀明   | 山本辰            | Jeong Yong-un、Moon Hee、Kang Hyeon-guk                                                                 | 栗原學                   | 第27話、第29話 第31－32話      |
| 12     |          | 宇崎學妹想再玩玩！       | 青島崇   | 增田敏彥   | 福元信一          | 能海知佳、槙麻里奈、龜山千夏 增井良紀、宇井川真明                                                       | 栗原學                   | 第30話 第33－34話 第一卷特別篇 |
| 第二期 |          |                          |          |            |                   | |                          |                                |
| 01     |          | 宇崎學妹還是想要玩！     | 青島崇   | 海野海參   | 槙麻里奈          | 宇井川真明、青沼光、趙小川 王敏、陳玲玲、姜海華、Kang Hyeon-guk                                         | 栗原學                   | 第28話、第35話 第37－38話      |
| 02     |          | 玩完之後想擀烏冬麵！     | 鴻野貴光 | 佐佐木純人 | 佐佐木純人        | 和田祐二、Kim Jong heon、Choi Kyung seok Kim Jung woo、Kim Ki yeop、Min Hyeon suk                       | 栗原學                   | 第36話、第39話                 |
| 03     |          | 宇崎學妹想要去校慶嗎？   | 杉原研二 | 上原秀明   | 月野正志          | 羽野廣範、、臼田美夫 魏旭龙、BigOwl                                                                     | 栗原學                   | 第40－42話                     |
| 04     |          | 宇崎學妹想要壓人一頭！   | 山田靖智 | 海野海參   | 平田貴大          | 大和田直之、和田祐二、野口啓生 金子匡邦、川口弘明、BigOwl、日影工房                                     | 鈴木政彥                 | 第43－45話                     |
| 05     |          | 宇崎一家想齊聚一堂！     | 山田靖智 | 釘宮洋     |                   | 和田祐二、Kim Sechang、趙青雲 周志杰、魏旭龙                                                            | 栗原學                   | 第46－48話                     |
| 06     |          | 宇崎學妹想要慶祝生日！   | 鴻野貴光 | 小林一三   | 佐佐木純人        | 韓承熙、Kim Ki yeop、Min Hyun sook Kim Jung woo、Kim Jong heon                                          | 栗原學                   | 第49－51話                     |
| 07     |          | 宇崎學妹想要讓人表白！   | 杉原研二 |            |                   | Kang Hyeon guk、Shin Eun ah、Kim Jong suk                                                               | 栗原學                   | 第52－54話                     |
| 08     |          | 柳和桐也想要開開心心！   | 杉原研二 | 上原秀明   | 內堀雅人          | Kang Hyeon guk、Kim Jong suk、Kim Min ja、Shin Eun ah                                                   | 鈴木政彥                 | 第55－57話                     |
| 09     |          | 宇崎藤生想提供全家福利！ | 丈       | 釘宮洋     | 粟井重紀          | 飯飼一幸、福島豐明、南伸一郎、高橋晃平                                                                  | 鯉川慎平                 | 動畫原創                       |
| 10     |          | 聖誕節前想讓人心動！     | 山田靖智 | 釘宮洋     | 月野正志          | 羽野廣范、和田祐二、臼田美夫 吉田肇、無錫櫻花動畫、Revival 吳存、佐藤結花、ANNA                         | 栗原學                   | 第58－60話                     |
| 11     |          | 差不多想認真起來了！     | 鴻野貴光 | 增田敏彥   | 長尾聰浩          | 和田祐二、韓承熙、Kim Ki yeop Min Hyun sook、Kim Jung woo、Kim Jong heon Shin Sang tae、Choi Kyung seok | 鈴木政彥                 | 第60－63話                     |
| 12     |          | 聖誕前夜也想要玩！       | 青島崇   | 石山貴明   | 山本辰            | 和田祐二、Kang Hyeon guk、Kim Jong suk Lee Seong jin、Kim Min ja、Shin Eun ah                           | 鈴木政彥                 | 第64－66話                     |
| 13     |          | 明年也想要一起玩！       | 青島崇   | 上原秀明   | 上原秀明          | 和田祐二、Kim Jongim、Kim Wonhui、無錫櫻花動畫                                                          | 栗原學 鈴木政彥 鯉川慎平 | 第67－69話                     |

### 播放電視台
日本深夜動畫：下文記載的日本国内播放時間使用日本標準時間（UTC+9）表示。因為部分時間标识會採用30小时制，因此請留意这类超过24:00的时间，其實際播放時間為翌日清晨。
| 播放日期               | 播放時間（UTC+9）          | 播放電視台     | 播放地區       | 備註                                            |
| ---------------------- | -------------------------- | -------------- | -------------- | ----------------------------------------------- |
| 2020年7月10日－9月25日 | 星期五 21時30分－22時00分  | AT-X           | 日本全國       | 製作参加 / CS放送 / 字幕放送 / リピート放送あり |
|                        | 星期五 22時30分 - 23時00分 | TOKYO MX       | 東京都         |                                                 |
|                        | 星期五 23時00分 - 23時30分 | BS11           | 日本全國       | BS放送 / 『ANIME+』枠                           |
| 2020年7月11日－9月26日 | 星期六 1時55分－2時25分    | 山陰放送       | 鳥取縣、島根縣 | 『森谷佳奈のアニ物語』枠                        |
| 2020年7月12日－9月27日 | 星期日 2時10分－2時40分    | 朝日放送電視台 | 近畿廣域圏     | 『アニサタ』枠                                  |
|                        | 星期日 2時50分 - 3時20分   | 愛知電視台     | 愛知縣         |                                                 |
| 2020年7月16日－10月1日 | 星期四 1時54分－2時21分    | 長崎文化放送   | 長崎縣         | 『あに。』枠                                    |

| 播映地區                 | 播映平台 | 播映日期               | 播映時間              | 備註   |
| 第1期                    | 第1期    | 第1期                  | 第1期                 | 第1期  |
| ------------------------ | -------- | ---------------------- | --------------------- | ------ |
| 香港、澳門、台灣、東南亞 | bilibili | 2020年7月10日－9月25日 | 星期五 20:00（UTC+8） | [ 28 ] |
| 中國大陸                 | 哔哩哔哩 | 2020年7月10日－9月25日 | 星期五 20:00（UTC+8） | [ 29 ] |
| 第2期                    |          |                        |                       |        |
| 香港、澳門、台灣         | bilibili | 2022年10月1日－12月24  | 星期六 22:00（UTC+8） | [ 30 ] |

### 藍光&DVD
| 卷數  | 發售日期       | 收錄話數      | 規格編號   | 規格編號   | 規格編號   |
| 卷數  | 發售日期       | 收錄話數      | 藍光限定版 | 藍光通常版 | DVD通常版  |
| 第1期 | 第1期          | 第1期         | 第1期      | 第1期      | 第1期      |
| ----- | -------------- | ------------- | ---------- | ---------- | ---------- |
| 1     | 2020年10月28日 | 第1話－第4話  | KAXA-7951  | KAXA-7961  | KABA-10891 |
| 2     | 2020年11月25日 | 第5話－第8話  |            | KAXA-7962  | KABA-10892 |
| 3     | 2020年12月23日 | 第9話－第12話 | KAXA-7963  | KABA-10893 |            |
| 第2期 |                |               |            |            |            |
| 1     | 2023年2月22日  | 第1話－第4話  | KAXA-8451  | KAXA-8461  | KABA-11251 |
| 2     | 2023年3月24日  | 第5話－第8話  |            | KAXA-8462  | KABA-11252 |
| 3     | 2023年4月26日  | 第9話－第12話 | KAXA-8463  | KABA-11253 |            |

### 網路廣播
2020年7月9日起，網路廣播節目在音泉於星期四兩週一次播出。主持人是飾演宇崎花的大空直美與飾演櫻井真一的赤羽根健治。
來賓
- 第1回：鹿乃
- 第2回：YuNi
- 第3回：無
- 第4回：秋元羊介（亞細亞紀彥）
- 第5回：竹達彩奈（亞細亞實）
- 第6回：高木朋彌（日语：高木朋弥）（榊逸仁）
- 第7回：早見沙織（宇崎月）

## 得獎
- 下一部漫畫大獎 2018 網路漫畫部門 - 10位[31]
- Google Play Best of 2019 User投票部門 - TOP 5[32]

## 合作廣告
2019年10月1日至10月31日期間，該作品與日本赤十字社血液中心合作推出鼓勵捐血的廣告，在合作期間（2019年10月份）的捐血者數量為42萬7251人，數量是前一年的106.6%，血液量為18萬6788.96公升，是前一年的110.5%。律師太田啓子批評這則廣告過於強調宇崎花的豐滿胸部的手法，因為海報張貼在公共環境，構成了「環境型性騷擾」，此番言論引起了關於廣告在涉及性感或裸露時的表達自由爭議，同為律師的舟橋和宏認為，該海報並不涉及裸露，很難被界定為性騷擾。

## 外部連結
- 「宇崎學妹想要玩！」 書籍 龍騰世紀官方網站（日語）
- 電視動畫「宇崎學妹想要玩！」官方網站（日語）
- 電視動畫「宇崎學妹想要玩！」的X（前Twitter）（日語）